# Clytocerus splendidus
Clytocerus splendidus är en tvåvingeart som beskrevs av Jezek 2007. Clytocerus splendidus ingår i släktet Clytocerus och familjen fjärilsmyggor.
Artens utbredningsområde är Tjeckien. Inga underarter finns listade i Catalogue of Life.